# Appleseed Alpha
Az Appleseed Alpha (stilizálva Appleseed α) japán–amerikai számítógépes animációs háborús sci-fi cyberpunk film. A filmet Aramaki Sindzsi és Steven Foster rendezte, forgatókönyvét Marianne Krawczyk írta, zenéjét Takahasi Tecuja szerezte. A film Siró Maszamune Appleseed című mangáján alapszik.
A film szereplőit a japán változatban Komacu Juka, Szuvabe Dzsunicsi és Genda Tessó, míg az angol nyelvű változatban Luci Christian, David Matranga és Wendel Calvert szólaltatják meg.
Az Appleseed Alpha ősbemutatója 2014. július 2-án volt a Japan Expón. Az Egyesült Államokban 2014. július 15-én jelent meg online, július 22-én pedig DVD-n és Blu-rayen. Japánban 2015. január 17-én adták ki. Magyarországon nem jelent meg, de a külföldi kiadványokon megtalálható a magyar hangsáv is. Magyarországi televíziós bemutatója 2019. július 27-én lesz a Viasat 6-on.
A filmből egy spin-off manga is készült Kuroda Ió írásában és rajzolásában.

## Cselekmény

Deunan és Briareos New York romjai között

Az Appleseed Alpha története nem követi a korábbi Appleseed-művek cselekményét, egy attól eltérő eseménysort mutat be a kezdetekről. Briareos már kiborg, de nem váltak el útjaik Deunan-nel, hogy később az Olympuson találkozva csatlakozzanak az ESWAT-hoz.
Deunan Knute szuperkatona és kiborg társa, Briareos egy nagy háború utáni, 22. századi New York disztópikus romjai közt járva keresik az utópisztikus Olympust. Felbérelte őket a helyi hadúr, Kétszarv, hogy elpusztítsanak néhány rejtőzködő harci gépet. Briareos már szabadulna Kétszarvtól, azonban a szerelőjével, Matthews-zal legyengítette, így kénytelen elvállalni a feladatot. A harc során találkoznak két olympusi ügynökkel, Irisszel és Olsonnal, akik titkos küldetésen vannak. Iris feladata, hogy egy gonosz kiborgot, Talost megakadályozzon abban, hogy egy emberek építette titkos fegyvert megkaparintson.
Talos, miután Kétszarvtól nem tud meg semmit a ügynökök hollétéről, úgy tűnik, hogy egyik csatlósa, egy Nyx nevű női kiborg elpusztítja, de később rátámad Deunan-ékre, amiért elszöktek tőle. Harc közben felbukkan Talos, aki elrabolja Irist, Olsont pedig megöli. Irist Talos egy gigantikus mozgó erőd beindítására használja fel, amelyet még a nagy háború idején építettek az emberek. Deunan, Briareos és Kétszarv a köztük lévő ellentétek ellenére összefog, hogy megállítsák Talost és kiszabadítsák Irist.

## Szereplők
| Szereplő | Japán hang        | Angol hang      | Magyar hang        |
| --- | ----------------- | --------------- | ------------------ |
| Deunan Knute (デュナン・ナッツ; Dejunan Naccu; Hepburn: Deyunan Nattsu)                                                  | Komacu Juka       | Luci Christian  | Eke Angéla         |
| Briareos Hecatonchires (ブリアレオス・ヘカトンケイレス; Buriareoszu Hekatonkeireszu; Hepburn: Buriareosu Hekatonkeiresu) | Szuvabe Dzsunicsi | David Matranga  | Sarádi Zsolt       |
| Kétszarv (双角（そうかく）; Szócuno; Hepburn: Sōtsuno; Two Horns)                                                        | Genda Tessó       | Wendel Calvert  | Schneider Zoltán   |
| Iris (アイリス; Airiszu; Hepburn: Airisu)                                                                                | Júki Aoi          | Brina Palencia  | Csifó Dorina       |
| Olson (オルソン; Oruszon; Hepburn: Oruson)                                                                               | Takahasi Hiroki   | Adam Gibbs      | Hamvas Dániel      |
| Talos (タロス; Taroszu; Hepburn: Tarosu)                                                                                 | Tócsi Hiroki      | Josh Sheltz     | Géczi Zoltán       |
| Nyx (ニュクス; Njukuszu; Hepburn: Nyukusu)                                                                               | Nazuka Kaori      | Elizabeth Bunch | Bata Éva           |
| Matthews (マシューズ; Masúzu; Hepburn: Mashūzu)                                                                          | Hori Kacunoszuke  | Chris Hutchison | Welker Gábor       |
| Kétszarv egyik csatlósa                                                                                                  | N/A               | N/A             | Nagy Dániel Viktor |

## Megjelenések
Az Appleseed Alpha ősbemutatója 2014. július 2-án volt a 15. Japan Expón Párizsban. Az Egyesült Államokban 2014. július 15-én jelent meg online, július 19-én a Fantasia Festivalon vetítették, július 22-én pedig DVD-n és Blu-rayen. Japánban 2015. január 17-én adták ki. Magyarországon nem jelent meg, de a külföldi kiadványokon megtalálható a magyar hangsáv is, televíziós bemutatója 2019. július 27-én lesz a Viasat 6-on.

## Filmzene
A film zenéje, az Appleseed Alpha Original Soundtrack 2014. július 2-án jelent meg digitális formában a Warner Music Japan unBORDE alkiadójának kiadásában.
| Appleseed Alpha Original Soundtrack dallista | Appleseed Alpha Original Soundtrack dallista                  | Appleseed Alpha Original Soundtrack dallista | Appleseed Alpha Original Soundtrack dallista | Appleseed Alpha Original Soundtrack dallista | Appleseed Alpha Original Soundtrack dallista | Appleseed Alpha Original Soundtrack dallista | Appleseed Alpha Original Soundtrack dallista | Appleseed Alpha Original Soundtrack dallista | Appleseed Alpha Original Soundtrack dallista |
| #                                            | Cím                                                           | Hossz                                        |                                              |                                              |                                              |                                              |                                              |                                              |                                              |
| -------------------------------------------- | ------------------------------------------------------------- | -------------------------------------------- | -------------------------------------------- | -------------------------------------------- | -------------------------------------------- | -------------------------------------------- | -------------------------------------------- | -------------------------------------------- | -------------------------------------------- |
| 1.                                           | Try It Out (Try Harder Mix) (előadó: Skrillex & Alvin Risk)   | 4:46                                         |                                              |                                              |                                              |                                              |                                              |                                              |                                              |
| 2.                                           | Castle (előadó: AKLO)                                         | 2:57                                         |                                              |                                              |                                              |                                              |                                              |                                              |                                              |
| 3.                                           | Tokyo City Underground (előadó: Passepied)                    | 3:46                                         |                                              |                                              |                                              |                                              |                                              |                                              |                                              |
| 4.                                           | MONSTER (előadó: DJ Fumiya (Rip Slyme))                       | 2:15                                         |                                              |                                              |                                              |                                              |                                              |                                              |                                              |
| 5.                                           | crosswind (előadó: tofubeats)                                 | 2:19                                         |                                              |                                              |                                              |                                              |                                              |                                              |                                              |
| 6.                                           | NOWHERE (előadó: Q;indivi+)                                   | 4:42                                         |                                              |                                              |                                              |                                              |                                              |                                              |                                              |
| 7.                                           | Emergency (előadó: 80KIDZ)                                    | 5:12                                         |                                              |                                              |                                              |                                              |                                              |                                              |                                              |
| 8.                                           | RINGO (előadó: Ram Rider)                                     | 4:32                                         |                                              |                                              |                                              |                                              |                                              |                                              |                                              |
| 9.                                           | Acceleration (előadó: Nishi-ken)                              | 4:41                                         |                                              |                                              |                                              |                                              |                                              |                                              |                                              |
| 10.                                          | SPACE (előadó: Capsule (Kosidzsima Tosiko, Nakata Jaszutaka)) | 4:42                                         |                                              |                                              |                                              |                                              |                                              |                                              |                                              |
| 11.                                          | You Make Me (előadó: Androp)                                  | 2:49                                         |                                              |                                              |                                              |                                              |                                              |                                              |                                              |
| 12.                                          | Depth (előadó: Capsule (Nakata Jaszutaka))                    | 4:05                                         |                                              |                                              |                                              |                                              |                                              |                                              |                                              |
| 46:46                                        |                                                               |                                              |                                              |                                              |                                              |                                              |                                              |                                              |                                              |

## Fogadtatás
Zac Bertschy az Anime News Networktől a „látványában leglenyűgözőbb” Appleseed-filmnek nevezte az Alphát. Theron Martin (Anime News Network) azonban a Blu-ray kiadás ismertetőjében, a látványvilág és a szinkronhangok dicsérete mellett, negatívumként emelte ki, hogy a történetben nincs semmi különleges. A Hollywood Outbreak szerint „a széleskörűen használt mozgás- és arcrögzítésnek köszönhetően az animáció tökéletes egyensúlyt biztosít a valóság és a science fiction-szerű fantasy között”.

## Díjak és jelölések
| Év   | Díj                                        | Kategória                                                             | Jelölt(ek)     | Eredmény |
| ---- | ------------------------------------------ | --------------------------------------------------------------------- | -------------- | -------- |
| 2015 | Behind the Voice Actors Voice Acting Award | Legjobb női főszereplő szinkronhang anime játékfilmben/különkiadásban | Luci Christian | Jelölve  |
| 2015 | Behind the Voice Actors Voice Acting Award | Legjobb férfi szereplő szinkronhang anime játékfilmben/különkiadásban | Wendel Calvert | Jelölve  |

## Manga
Kuroda Ió írásában és rajzolásában egy spin-off manga is megjelent a Kodansha Gekkan Morning Two magazinjában 2014. július 22. és 2015. november 21. között. A fejezeteket két tankóbon kötetbe gyűjtve is kiadta a Kodansha. Az Egyesült Államokban a Kodansha Comics USA jelentette meg.